# Beni Ansar
Beni Ansar of Ait Nsar (Berbers: ⴱⵏⵉ ⵏⵙⴰⵔ of ⴰⵢⵜ ⵏⵙⴰⵔ, Arabisch: بْني نصار of أيث نصار) is een Riffijnse havenstad in het noordoosten van Marokko. De haven van Beni Ansar wordt ook wel de Haven van Nador genoemd. De stad grenst aan de Spaanse enclave Melilla en heeft belangrijke veerdiensten naar de Spaanse steden Motril, Almería en Málaga en naar Sète in Frankrijk. Met name de veerdiensten vanuit Zuid-Spanje worden veel gebruikt door Riffijnse Marokkanen uit West-Europa, om hun vakantie door te brengen of om hun familie te bezoeken in Marokko. De stad valt in het stamgebied van de Iqer'iyen.